# Pédiluve

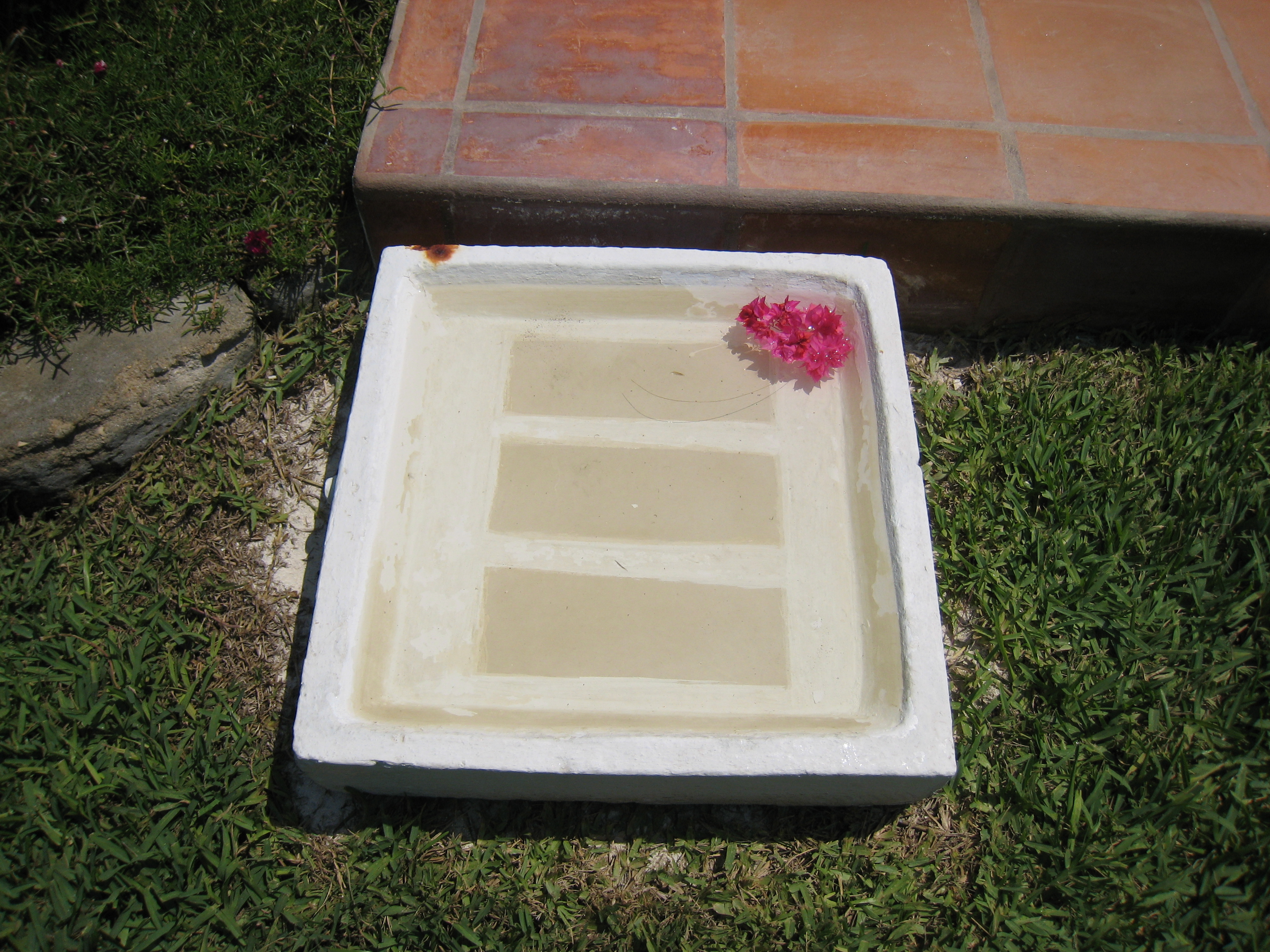
Un pédiluve pour enlever le sable des pieds.

Le pédiluve (du latin médiéval pediluvium, bain de pieds) désigne  tout dispositif provisoire ou permanent destiné à laver les pieds nus (par exemple à l'entrée de piscines, de saunas ou de zones de cures thermales, thalassothérapie, etc.), ou destinés à désinfecter ou nettoyer les chaussures ou bottes susceptibles d'avoir été souillés par des microbes ou matériaux indésirables (radioactifs, sales, etc.). Il peut aussi s'agir de tapis ou bacs destinés à nettoyer les pieds, pattes, sabots d'animaux d'élevage, domestiques, de zoos. Ils peuvent être placés dans des exploitations agricoles, élevages industriels, zones de quarantaine humaine ou vétérinaire, usines agroalimentaires, abattoirs, etc.
Le pédiluve désigne également un soin infirmier consistant en un lavage des pieds d'un patient.
On parle aussi de tapis pédiluves : ce sont des tapis en matière synthétique, mous et étanches, susceptibles de retenir une certaine quantité de désinfectants dans lequel on marchera. Certains de ces tapis sont constitués d'une mousse absorbante à imbiber d'un désinfectant, éventuellement additionné d'un colorant qui rend visible le manque de désinfectant. (à ne pas confondre avec les tapis anti-poussière qui ne font que capter des particules).
Le fait de marcher sur ces tapis permet la désinfection des semelles ou des pieds d'animaux. Ces tapis peuvent être provisoirement posés dans les couloirs, sur les paliers, seuils ou lieux jugés stratégiques après un incident, accident ou problème à l'origine d'une contamination suspectée ou avérée.
Certains désinfectants sont homologués pour ce type d'usage dans les industries agroalimentaires.
Ces tapis sont plus efficaces pour les semelles plutôt lisses et propres. Les semelles ne doivent pas être souillées de terre ou d'excréments ou matières susceptibles de protéger les microbes du biocide utilisé. Si elles le sont, il faut un dispositif d’humidification puis de brossage préalable.
Le pédiluve est obligatoire dans certains lieux publics, tels que les piscines et les mosquées.
C'est aussi une des mesures barrières préconisées par l'OMS, et rendu obligatoire par les plans gouvernementaux pour freiner ou bloquer certaines épidémies.

## Fonctions
Les pédiluves ont une fonction essentiellement sanitaire, mais il s'agit aussi de ne pas faire entrer dans la piscine des débris d'herbes, feuilles ou autres. Le pédiluve vise à nettoyer les pieds qui sont des vecteurs potentiels de microbes pathogènes collectés sur le sol, dont champignons, bactéries ou virus (cf. verrues) transmissibles d'individu à individu dans certaines conditions.
Ce sont aujourd'hui généralement des bassins de 20 à 30 cm de profondeur, carrelés de céramique pour une bonne étanchéité et un nettoyage facile.

### Moyen de lutte contre les épidémies
Parmi les moyens passifs de lutte contre les épidémies humaines ou contre les zoonoses, le pédiluve est associé aux mesures-barrières et Comportements-barrière avec le rotoluve, son équivalent destiné aux roues de véhicules, et parfois avec l'utilisation complémentaire de pulvérisateurs.

Ces dispositifs sont nécessaires ou obligatoires pour limiter la propagation de maladies infectieuses très contagieuses telles que la maladie de Newcastle ou la grippe aviaire qui peuvent être transmises par les fientes, les excréments, lisiers ou d'autres substrats ou excrétats tombés au sol. Les pédiluves doivent être nettoyés et régulièrement rechargés en désinfectant sans quoi ils se transforment en bouillon de culture. Ils peuvent parfois être remplacés par un système de lave-bottes et/ou un sas où l'on change de chaussures, bottes et vêtements.
Les pédiluves et rotoluves sont aussi un moyen de décontamination à la suite d'une exposition à certains polluants ou toxiques (armes chimique ou biologique, radionucléides, etc.).

### Condition d'efficacité
Le pédiluve ne doit pas fuir.
Son désinfectant doit être périodiquement changé et complété (cf. perte de pouvoir désinfectant, évaporation et enlèvement par l'usage).
Les chaussures et bottes doivent être brossées avant leur passage dans le pédiluve afin que le désinfectant puisse atteindre leur surface sans perdre leur pouvoir au contact de la terre, boue ou autres matériaux.
Le pédiluve doit être entretenu et surveillé. Certains microbes peuvent muter et acquérir une résistance à un, voire plusieurs désinfectants. Un moyen de contourner cette résistance est de changer de type de désinfectant, en les dosant correctement, en nettoyant correctement et périodiquement les pédiluves.

## Histoire
Le lavage des pieds a des fonctions importantes depuis l'Antiquité. Il associe intimement des fonctions hygiéniques, religieuses (purification par les ablutions), et symboliques.
La religion hindouiste a développé des pratiques complexes d'ablutions, comme l'ont fait ensuite la liturgie yahviste (pour les prêtres pénétrant dans le sanctuaire), puis la religion musulmane (ablutions sèches ou humides). Pour ces grandes religions, l'ablution est un geste intentionnel de purification, une marque de dévotion.
Hors quelques rares exceptions, les catholiques et les  chrétiens ont abandonné ce rite, mais leurs textes; religieux en conservent le souvenir. Dans la Bible apocryphe, après l'épisode du buisson ardent, Moïse doit se purifier plusieurs fois en se lavant. Dans l'évangile de Jean, au cours de son dernier repas avec ses disciples, Jésus leur lave les pieds et leur demande de se laver les pieds entre eux. Avant cela, c'était Marie Madeleine, prostituée, qui avait lavé les pieds de Jésus avec ses larmes avant de les couvrir d'un parfum précieux, selon le texte de l'évangile de saint Paul.
En Thaïlande, le mariage traditionnel veut que l'épouse lave les pieds de son époux assis sur un tabouret après qu'il a passé deux portes symboliques (« porte de l'argent » et « porte de l'or » représentées par des jeunes filles tenant une chaine). Une fois les pieds lavés, l'épouse fait une salutation traditionnelle vers eux (WAI - ไหว้ ) qui est un symbole de remerciements, de respect et de fidélité au mari.
Certains voient aussi dans les rituels de lavage des pieds un rappel du baptême ou encore le passage dans le rite, la religion et l'inconscient collectif de règles élémentaires d'hygiène.
L'Antiquité semble avoir connu les pédiluves bien avant l'époque romaine et le lavage des pieds a été un rite (religieux ou laïque) courant dans cette période au Moyen-Orient, faisant partie de la salutation à l'invité ou au voyageur profitant de l'hospitalité de la maison.
Chez les riches, hormis les enfants qui pouvaient laver les pieds de leurs pères, ce rituel était effectué par les esclaves ou serviteurs (les serviteurs israélites en étaient dispensés par la coutume judaïque).
En Europe et Amérique du Nord, avant la généralisation des baignoires, puis des douches et bidets, on se lavait les pieds et le corps dans un « tub », bassine de bois ou bac en zinc.
À Paris en 1878, les 250 pensionnaires de l'école laïque privée Monge (devenue le Lycée Carnot), ne prenaient un bain que tous les 15 jours, mais devaient se laver les pieds deux fois par semaine dans un pédiluve à siège réglable.

## Architecture
Monuments historiques, par ordre alphabétique, possédant un pédiluve :
- Château de Bizy, pédiluve équestre
- Château de Chaumont-sur-Loire, pédiluve équipé d'abreuvoirs
- Domaine de Villarceaux, pédiluve équestre

- Temple d'Or

## Expressions humoristiques associées
Deux expressions récentes évoquent sur le mode de la dérision les maladresses ou erreurs de débutants : 
« nageur de pédiluve »
« ne pas être passé par le pédiluve avant de plonger dans le grand bain »